# Риттер, Карл Вильгельм
Карл Вильгельм Риттер (нем. Karl Wilhelm Ritter; 14 апреля 1847 года, Листаль (Швейцария) — 18 октября 1906 года, Целль) — инженер-строитель, профессор Швейцарской высшей технической школы Цюриха, ректор Политехнического института Цюриха (1887—1891).

## Биография
Родился в семье преподавателя Иоганна Фридриха и Барбары Салате 14 апреля 1847 года.
Закончил техническое училище в Базеле (1865—1868), защитив диплом инженера. Работал: в 1868 году — инженером-железнодорожником в Венгрии, в 1869 году — ассистентом Карла Кульмана; с 1870 года был профессором инженерных предметов в политехническом институте Цюриха, в 1873—1882 годах — профессор инженерных наук в Рижском Политехникуме.
В 1882—1905 годах — профессор в Политехническом институте Цюриха; в 1887—1891 годах — его ректор.
Умер в Цюрихе 22 октября 1906 года. Похоронен на кладбище Турбенталя.

## Научная деятельность
Разрабатывал вопросы статики инженерных сооружений, строительства мостов и железных дорог в политехническом институте Цюриха. Продолжал учение Кульманна как теоретик. Рассматривал статику как инженерную дисциплину и развивал также кинематику.
Внёс вклад в теорию расчета железобетонных конструкций и написание, помимо этого, многочисленных заключений о состоянии реальных конструкций. Участвовал в работе строительной комиссии Цюриха, правления Швейцарского союза инженеров и архитекторов (1896-98).
Разработал первую расчетную схему обделок тоннелей на действие нагрузок от свода обрушения.

## Признание
- Почетный гражданин Цюриха (1889)
- Почетный доктор университета Цюриха (1896).

## Семья
Жена Магдалена Якоби, американка (1875).
Младший брат Герман Риттер (1851—1918) был архитектором.